# Pelota de trapo (película)
Pelota de trapo es una película argentina dramática de 1948 dirigida por Leopoldo Torres Ríos y protagonizada por Armando Bó y Andresito Poggio. El film en blanco y negro fue estrenado el 10 de agosto de 1948 en el Cine Metropolitan de Buenos Aires. En el elenco actúan como ellos mismos importantes personalidades del fútbol profesional de la época, como el entrenador y exjugador Guillermo Stábile, los jugadores Tucho Méndez, Juan Carlos Salvini y Vicente de la Mata, entre otros, y los periodistas Fioravanti y Enzo Centenario Argentino Ardigó. El filme tuvo un extraordinario éxito popular.
En una encuesta de las 100 mejores películas del cine argentino llevada a cabo por el Museo del Cine Pablo Ducrós Hicken en el año 2000, la película alcanzó el puesto 18.

## Argumento
Un niño apodado Comeuñas, perteneciente a una familia de clase obrera, tiene el sueño de ser "crack" de fútbol. Con sus amigos del barrio y una pelota de trapo crean un equipo modesto, al que llaman «Sacachispas». El sueño de estos chicos es poder comprar una pelota de cuero, de las de verdad. Ya de grande el niño se convierte realmente en una estrella del fútbol, pero mientras juega en primera división, defendiendo los colores de un club importante y con aspiraciones de campeón, sufre una serie de desmayos; el médico de la institución le descubre una enfermedad cardíaca que puede resultarle fatal si no abandona la práctica del fútbol. Ante la desesperación de Comeuñas el médico consiente en guardar silencio hasta que termine el campeonato en el cual su club marcha en primer lugar, y pueda cobrar los elevados sueldos estipulados en el contrato. Después de eso, deberá retirarse de la actividad.

## Producción
El guion de la película se inspiró en textos del periodista deportivo "Borocotó", Ricardo Lorenzo, nacido en el Uruguay y que era la auténtica estrella de la redacción de El Gráfico, prestigiosa revista deportiva argentina. En su sección fija "Apiladas", el periodista describía el mundo del "potrero", es decir de los partidos de fútbol informales que los niños y jóvenes de la época jugaban sin control ni supervisión de los mayores en los terrenos baldíos de los barrios. Con el tiempo Borocotó publicó un largo relato, "El diario de Comeúñas", que es la fuente principal de los hechos narrados en la película. Los chicos del "Sacachispas" tenían como su himno de lucha el siguiente canto de inspiración murguera:
Siento ruido de pelota, y no sé, y no sé, y no sé lo que será;
Es el club de Sacachispas que se viene, que se viene, que se viene de ganar.
El éxito de la película impulsó la creación ese mismo año del Sacachispas Fútbol Club, institución que todavía existe en el sur de la ciudad de Buenos Aires. Dos años después escribió el guion de la película Sacachispas, dirigida por Jerry Gómez y protagonizada, al igual que Pelota de trapo, por Armando Bo.
La primera parte de "Pelota de trapo" narra la etapa infantil de los protagonistas, y es buen ejemplo del neorrealismo que surgía en ese momento de posguerra. Está considerada como "uno de los retratos inigualados del cine argentino, la descripción magistral de un barrio y su pandilla".
Andrés Poggio, el niño Toscanito, fue la revelación de la película y se transformó en una estrella nacional. Luego desapareció del mundo del espectáculo.
Armando Bo tuvo un rol importante para la realización de la película ya que además de protagonizarla fue su productor, para lo cual reunió todo el capital que tenía (40.000 pesos) y fundó SIFA (Sociedad Independiente Filmadora Argentina), en 1948. Fue la primera vez que una película argentina se filmaba en los suburbios reales. La tradición oral señala que el día del estreno Bo dijo: "Pelota de trapo soy yo".

## Actores
- Armando Bó, Eduardo Díaz, alias "Comeuñas"
- Santiago Arrieta, Sacerdote
- Orestes Caviglia, Profesor Guillén
- Floren Delbene, Don Américo
- Carmen Valdez, Encarnación
- Graciela Lecube, Blanquita
- Mario Medrano, Alfredo Díaz
- Semillita (Juan Ricardo Bertelegni), José
- Rodolfo Zenner, Don Jacobo
- Mabel Morán, María
- Mario Baroffio, Don Pascual
- Arturo Arcari, El gallego
- Isabel Figlioli, Doña Pancha
- Rodolfo Boquel, Eduardo, niño
- Toscanito (Andrés Poggio), José, niño
- Américo Fernández, Rogelio
- Nelson de la Fuente, El flaco
- Juan Carlos Prevende, El mocho
- Ricardo Land, Alfredo
- César Nagle, Tulipán
- Armando Cabucci, Cabeza
- Ricardo N. Degrossi, Rabanito
- Lydia Staciuna, Blanquita, niña
- Saúl Eugenio, Niño de la barra
- Roberto Rocca, Niño de la barra
- Guillermo Stábile, Él mismo
- Higinio García, Él mismo
- Vicente de la Mata, Él mismo
- Tucho Méndez, Él mismo
- Fioravanti, Él mismo
- Félix Daniel Frascara, Él mismo
- Enzo Ardigó, Él mismo
- María Luisa Robledo, Eulalia
- Saúl Ongaro, Él mismo
- Raúl Bravo, Él mismo
- José Marante, Él mismo
- Llamil Simes, Él mismo
- Oscar Sastre, Él mismo
- Mario Fernández, Él mismo
- José Batagliero, Él mismo
- Fernando Bello, Él mismo
- Juan Carlos Salvini, Él mismo
- Juan Carlos Fonda, Él mismo
- Luis Guzmán, Él mismo
- Nicolás Palma, Él mismo
- Camilo Cerviño, Él mismo
- Santiago Yebra, Él mismo
- Omar Crucci, Él mismo
- Juan Bo, Él mismo
- Alberto Rodríguez, Él mismo
- Samuel Oroz, Él mismo
- Raúl Leguizamón, Él mismo
- Obdulio Diano, Él mismo
- Juan Sánchez, Él mismo
- Edgardo Donato, Él mismo
- Oscar Fuentes, Él mismo
- Enrique Colombo
- María Esther Duffau, Extra
- Hector Raúl Della Bitta (Tito), Extra
- Jorge Lorenzetti, Extra
- Maria de los Ángeles Saavedra,invitada 1
- Rosa Miguens, invitada 2

## Premios
- Academia de Artes y Ciencias Cinematográficas de la Argentina: Mención especial a Armando Bo y Jerry Gómez por la producción
- Academia de Artes y Ciencias Cinematográficas de la Argentina: Premio a la Mejor Actuación Infantil (Andrés Poggio, Toscanito)
- Asociación de Cronistas Cinematográficos de la Argentina: Revelación Infantil (Andrés Poggio, Toscanito)